# Poaspis kondarensis
Poaspis kondarensis är en insektsart som först beskrevs av Borchsenius 1952.  Poaspis kondarensis ingår i släktet Poaspis och familjen skålsköldlöss. Inga underarter finns listade i Catalogue of Life.